# Droga R17 (Białoruś)
Droga R17 (biał. Дарога Р17) – droga znaczenia republikańskiego, położona w zachodniej części Białorusi. Trasa zaczyna się w Brześciu, niedaleko granicy z Polską i biegnie w kierunku południowo-wschodnim, aż do skrzyżowania z magistralą M12. Tam zmienia swój kierunek na południowo-zachodni, w stronę miejscowości Małoryta. Trasa kończy się przy przejściu granicznym Ołtusz na granicy białorusko-ukraińskiej. Jej kontynuacją na Ukrainie jest droga terytorialna T 0307.
W czasach Związku Radzieckiego fragmenty dróg M12 i R17 tworzyły jeden szlak drogowy, noszący oznaczenie A241.

## Miejscowości leżące przy trasie
- Brześć
- Muchawiec
- Wielkoryta
- Małoryta
- Ołtusz